# Mosambikanisch-portugiesische Beziehungen

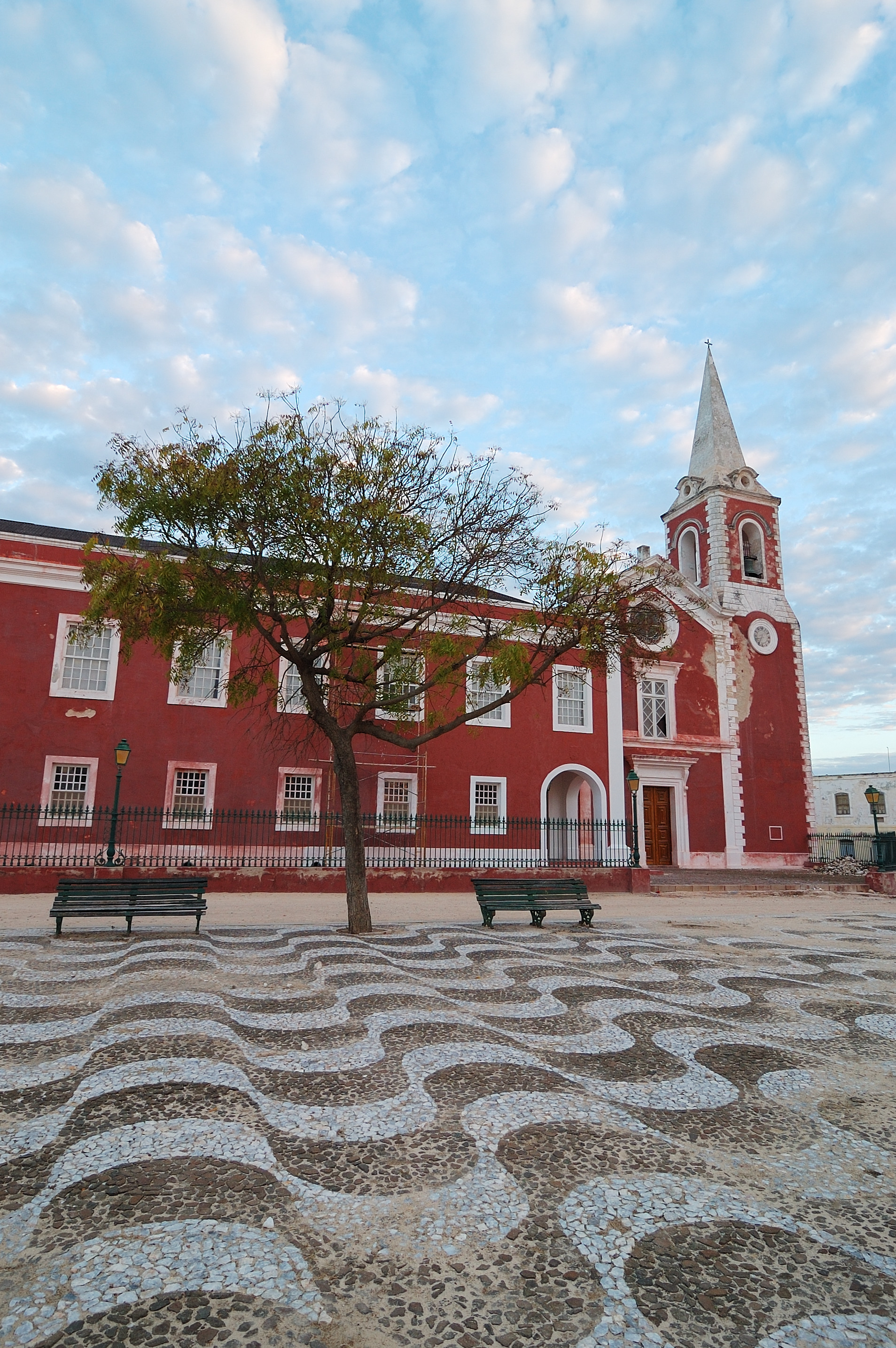
Portugiesisches Straßenpflaster auf der Ilha de Moçambique

Die mosambikanisch-portugiesischen Beziehungen beschreiben das zwischenstaatliche Verhältnis von Mosambik und Portugal. Ihre historischen Beziehungen gehen auf das 16. Jahrhundert zurück, als Mosambik portugiesische Kolonie wurde. Beide Länder sind Gründungsmitglieder der Gemeinschaft der Portugiesischsprachigen Länder.
Die bilateralen Beziehungen entwickelten sich nach dem Ende der portugiesischen Diktatur 1974 und der folgenden Unabhängigkeit Mosambiks 1975 überwiegend positiv und gelten heute als hervorragend. So bereiste Portugals Präsident Marcelo Rebelo de Sousa nach seinem Amtsantritt im März 2016 bereits Anfang Mai 2016 Mosambik, wo er sich für eine möglichst noch stärkere Zusammenarbeit auf allen Ebenen aussprach und sich u. a. mit den drei wichtigsten Parteien FRELIMO, RENAMO und MDM traf.
Die Zahl der Mosambikaner in Portugal ist rückläufig. So waren im Jahr 2000 noch 4.660 Mosambikaner in Portugal offiziell registriert, bis 2008 sank ihre Zahl auf 3.347. Im Jahr 2013 waren 2.849 Mosambikaner in Portugal gemeldet. Die Summe ihrer Rücküberweisungen belief sich 2013 auf 10,01 Millionen Euro.
Die Zahl der Portugiesen in Mosambik nimmt dagegen wieder zu. Im Jahr 2008 waren 16.448 Portugiesen in Mosambik gemeldet, bis 2011 stieg ihre Zahl auf 19.007. Im Jahr 2013 waren 24.191 portugiesische Staatsbürger in den Konsulaten in Mosambik registriert, die 7,56 Millionen Euro nach Portugal überwiesen.

## Geschichte

### 15. Jh. bis 1974
- Siehe auch: Geschichte Mosambiks#Mosambik zwischen dem 15. Jahrhundert und dem Unabhängigkeitskampf und Geschichte Mosambiks zwischen dem 15. Jahrhundert und dem Unabhängigkeitskampf

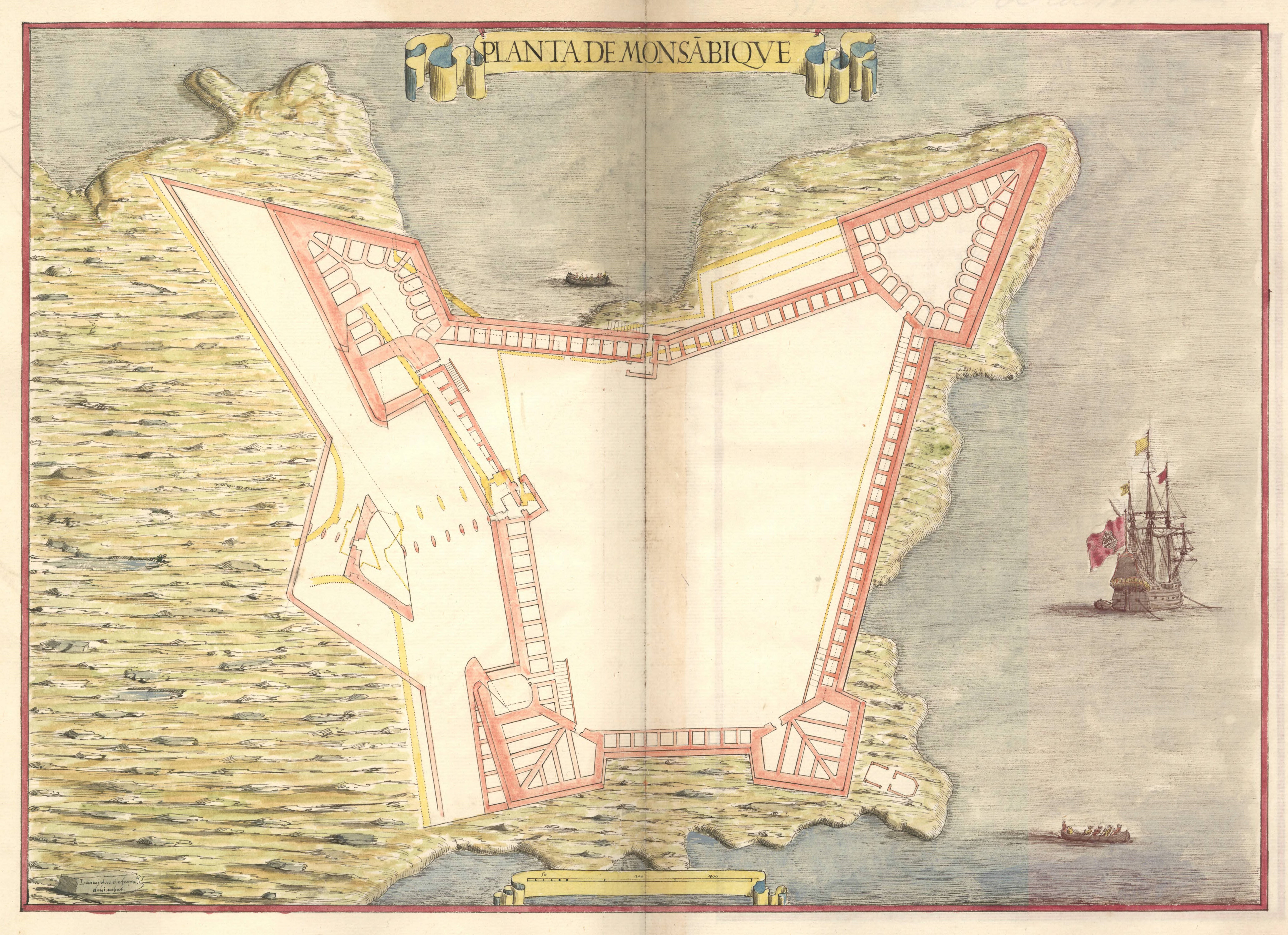
Grundriss der Festung São Sebastião, Zeichnung von Leonardo de Ferrari aus dem Jahr 1655

Als vermutlich erster Europäer landete der Portugiese Pêro da Covilhã 1489 in Sofala. Mit der Ankunft Vasco da Gamas 1498 begann die portugiesische Besitznahme in Mosambik: der portugiesische Seefahrer traf auf einer Handel treibenden Insel den dortigen Scheich Moussa Ben Mbik, von dem sich zunächst der Name der Insel Ilha de Moçambique (port. für Insel von Mosambik) und später des Landes Mosambik ableitete.
Die 1505 errichtete Festung São Caetano am Handelsplatz Sofala war der erste befestigte portugiesische Stützpunkt in Mosambik. Afonso de Albuquerque wurde 1506 Gouverneur Portugiesisch-Indiens, dem dieses Gebiet unterstellt war, und ließ ab 1508 unter hohem Aufwand die Festung São Sebastião errichten, die allen späteren Angriffen etwa von arabischer oder niederländischer Seite widerstehen konnte. In den folgenden Jahrzehnten brachten die Portugiesen immer größere Teile des bisher arabisch dominierten Handelsgebiets unter ihre Kontrolle und vereinnahmten immer weitere Teile der Küste. Mit der Unterwerfung des Munhumutapa-Reichs 1572 begann eine Vereinnahmung des Hinterlandes. Da sich die Hoffnungen auf große Goldfunde nicht bewahrheiteten, wurden die Expeditionen ins Landesinnere einige Zeit kaum vorangetrieben.
Die von Niederländern bis Anfang des 19. Jahrhunderts betriebenen Versuche, das Gebiet von Mosambik unter ihre Kontrolle zu bekommen, blieben erfolglos. Auch der britische Versuch, die Maputo-Bucht 1875 in Besitz zu nehmen, scheiterte, nachdem Patrice de Mac-Mahon im Schlichterspruch Portugal die Rechte zusprach. Im weiteren Verlauf des 19. Jahrhunderts und des zunehmenden Imperialismusses begann Portugal, seine Kolonien auszudehnen. In dem Zusammenhang suchte die Kolonialmacht in Mosambik das Landesinnere zunehmend zu kontrollieren, zu sichern und stärker zu entwickeln und auszubauen. Aus Mangel an genügend eigenem Kapital wurden dazu mit internationalem Kapital Handelsgesellschaften wie die Companhia de Moçambique gegründet.

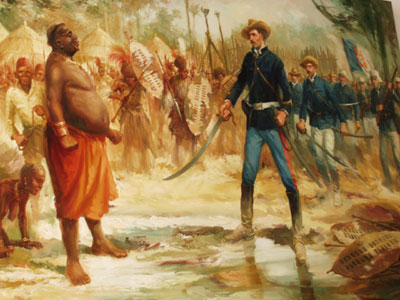
Gefangennahme Gungunhanas durch Mouzinho de Albuquerque (zeitgenössisches Bild)

1895 unterwarf der portugiesische Kommandeur Mouzinho de Albuquerque mit dem Königreich von Gaza das letzte unabhängige Bantu-Königreich in Mosambik. Watusi-König Gungunhana wurde dabei von Albuquerque festgenommen und nach Portugal verbracht.
Als in den Jahren nach dem Zweiten Weltkrieg die anderen europäischen Kolonialmächte unter internationalen Druck gerieten und später ihre afrikanischen Besitzungen in die Unabhängigkeit entließen, hielt das autoritäre Estado Novo-Regime in Portugal weiter an seinem historischen Weltreich fest, wodurch Mosambik 1951 eine der neugeschaffenen Überseeprovinzen Portugals wurde.
Ebenso wie in den übrigen afrikanischen Kolonien, begannen sich nun auch in Mosambik und den anderen portugiesischen Überseeprovinzen emanzipatorische Ideen und der Wunsch nach Entkolonialisierung stärker zu entwickeln. Eine der wichtigsten Keimzellen für die entstehenden Unabhängigkeitsbewegungen war die Casa dos Estudantes do Império, eine Einrichtung in Lissabon für Studenten aus den Kolonien. Auch Mosambiks erster Parlamentspräsident, FRELIMO-Gründungsmitglied Marcelino dos Santos war darunter. Zudem engagierten sich einige der kaum zahlreicher werdenden Afrikaner mit portugiesischen Bürgerrechten, die Assimilados, die nach der Unabhängig auch in Mosambik die Eliten stellen sollten.
Den immer häufiger auftretenden Forderungen trat die Kolonialverwaltung meist mit versteckter oder offener Repression entgegen. Mit dem Massaker in Mueda 1960 erreichte die Situation einen ersten Höhepunkt, und die Unabhängigkeitsbewegungen begannen sich zu organisieren und später zu radikalisieren. Nach Angola und Guinea-Bissau brach 1964 schließlich auch in Mosambik der Portugiesische Kolonialkrieg aus.
Die portugiesische Kolonialverwaltung begann ein umfassendes Investitionsprogramm in Mosambik zur wirtschaftlichen Entwicklung der Kolonie, das den Unabhängigkeitsbestrebungen entgegenwirken sollte. Das bekannteste Projekt war der ambitionierte Bau des Cabora-Bassa-Staudamms, der mit Unterstützung von Südafrika und weiteren internationalen Investoren entstand. Militärisch konnten die Portugiesischen Streitkräfte danach zunächst wieder die Oberhand gewinnen, ohne jedoch zu einer nachhaltigen Befriedung zu kommen.

### Seit 1974

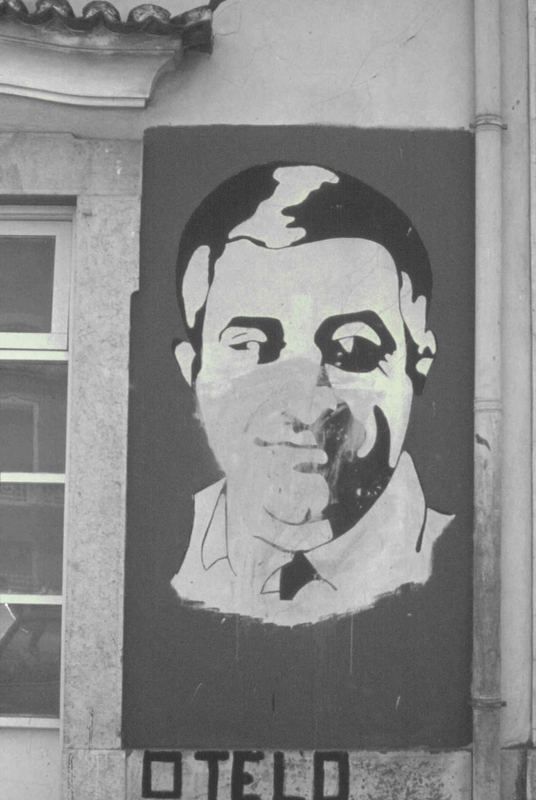
Wandbild Otelos in Lissabon (1975)

Mit der Nelkenrevolution am 25. April 1974 stürzte ein Putsch linker Militärs unter vermutlicher Führung des in Mosambik geborenen Generals Otelo Saraiva de Carvalho das Regime in Lissabon. Die neue Führung leitete danach das Ende des Kolonialkriegs und die rasche, teils als übereilt bewertete Entlassung der Kolonien in die Unabhängigkeit ein. So besiegelte der Vertrag von Lusaka zwischen der portugiesischen Regierung und der FRELIMO am 7. September 1974 die Unabhängigkeit Mosambiks. Am 25. Juni 1975 wurde schließlich die unabhängige Volksrepublik Mosambik ausgerufen und umgehend von Portugal anerkannt. Als erster portugiesischer Botschafter in Mosambik akkreditierte sich Albertino Almeida am 28. Juni 1975 in Maputo.
Das unabhängige Mosambik versuchte zunächst außenpolitisch sich an Unterstützerländer seines Befreiungskrieges zu wenden, dazu zählten Bulgarien, DDR, Frankreich, Italien, Kuba und die Niederlande. Die Beziehungen zur Sowjetunion gestaltete sich hingegen problematisch.
Die Beziehungen zu Portugal intensivierten sich nach dem Ende der Volksrepublik Mosambik 1990 und dem folgenden marktwirtschaftlichen Umbau wieder stärker. Es folgten eine Vielzahl portugiesischer Investitionen und eine zunehmende Belebung der kulturellen und institutionellen Beziehungen.
Insbesondere nach den bedeutenden Offshore-Erdgasfunden im Rovumabecken 2011 und den Schätzungen der enormen vermuteten Kohlevorkommen in der Provinz Tete intensivierten sich die Beziehungen nochmals. 2012 etwa war Portugal nach den Vereinigten Arabischen Emiraten und noch vor dem traditionell wichtigsten mosambikanischen Wirtschaftspartner Südafrika der zweitgrößte Investor in Mosambik. Besonders in den Bereichen Telekommunikations- und Informationstechnik, Verkehrsinfrastruktur und Bankwesen erhoffen sich beide Seiten starke Fortschritte.
Die mosambikanisch-portugiesischen Beziehungen werden heute von beiden Seiten als ausgezeichnet beschrieben. Zu verbessern seien sie nur noch quantitativ und kaum noch qualitativ, bekräftigten etwa der mosambikanische Präsident Armando Guebuza und der portugiesische Außenminister Rui Machete bei einem Treffen 2014 in Lissabon. Dabei nannte Guebuza nur die portugiesische Zusammenarbeit und portugiesische Investitionen noch ein wenig weiter ausbaufähig, während Machete ihm beipflichtete und die Bereiche Energie, Industrie, Kultur und Bildung als noch weiter ausbaufähige Betätigungsfelder nannte.

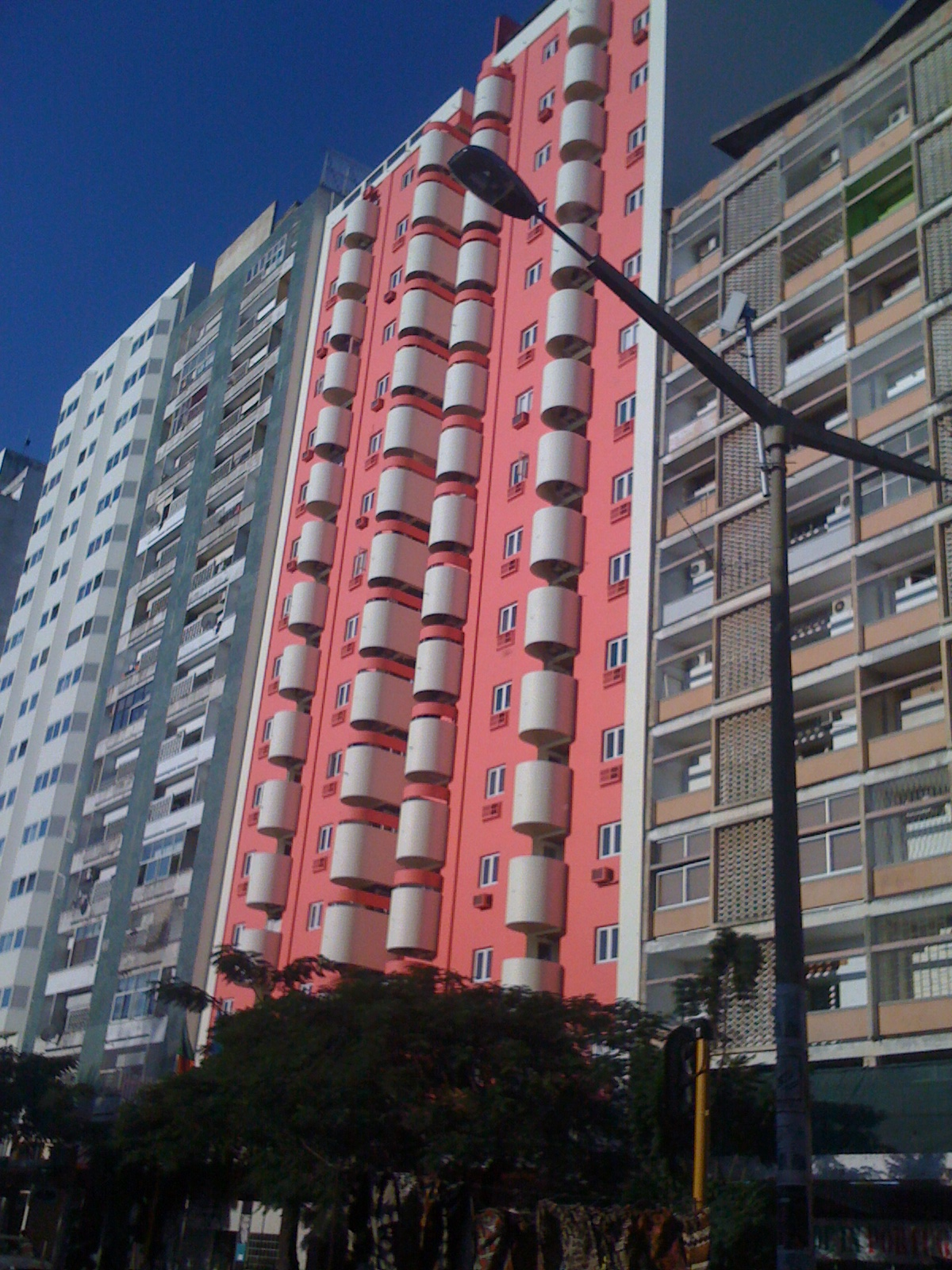
Die Botschaft Portugals in Maputo

## Diplomatie
Mosambik ist in Portugal mit einer eigenen Botschaft in Lissabon vertreten, in der Avenida de Berna Nr. 7. Zudem sind mosambikanische Generalkonsulate in Porto und Lissabon eingerichtet.
Portugal unterhält mit seiner Botschaft in der Nummer 720 der Avenida Julius Nyerere  eine offizielle Vertretung in der Hauptstadt Mosambiks. Daneben sind portugiesische Generalkonsulate in Nampula, Beira und Quelimane angesiedelt.

## Städtefreundschaften
Eine Vielzahl Kommunen beider Länder unterhalten Städte- und Gemeindefreundschaften. Nach der 1975 erfolgten Unabhängigkeit der früheren portugiesischen Kolonie Mosambik gingen die Hauptstädte Maputo und Lissabon im Jahr 1982 die erste mosambikanisch-portugiesische Städtefreundschaft ein. Heute bestehen 49 mosambikanisch-portugiesische Partnerschaften oder werden angebahnt (Stand 2016), wobei viele Städte mit jeweils mehreren Orten Partnerschaften unterhalten.

## Kultur

### Institutionen
Das Instituto Camões ist mit einer Reihe Einrichtungen und Kooperationen in Mosambik engagiert. In Beira und der Hauptstadt Maputo unterhält das Institut zwei eigene Kultur- und Sprachzentren, weitere Sprachzentren führt es daneben in Lichinga, Nampula, Quelimane und Xai-Xai.

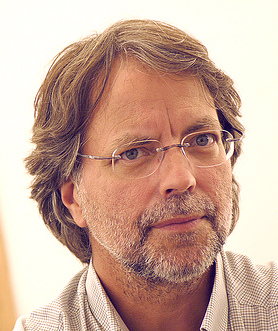
Mia Couto (2013)

### Literatur

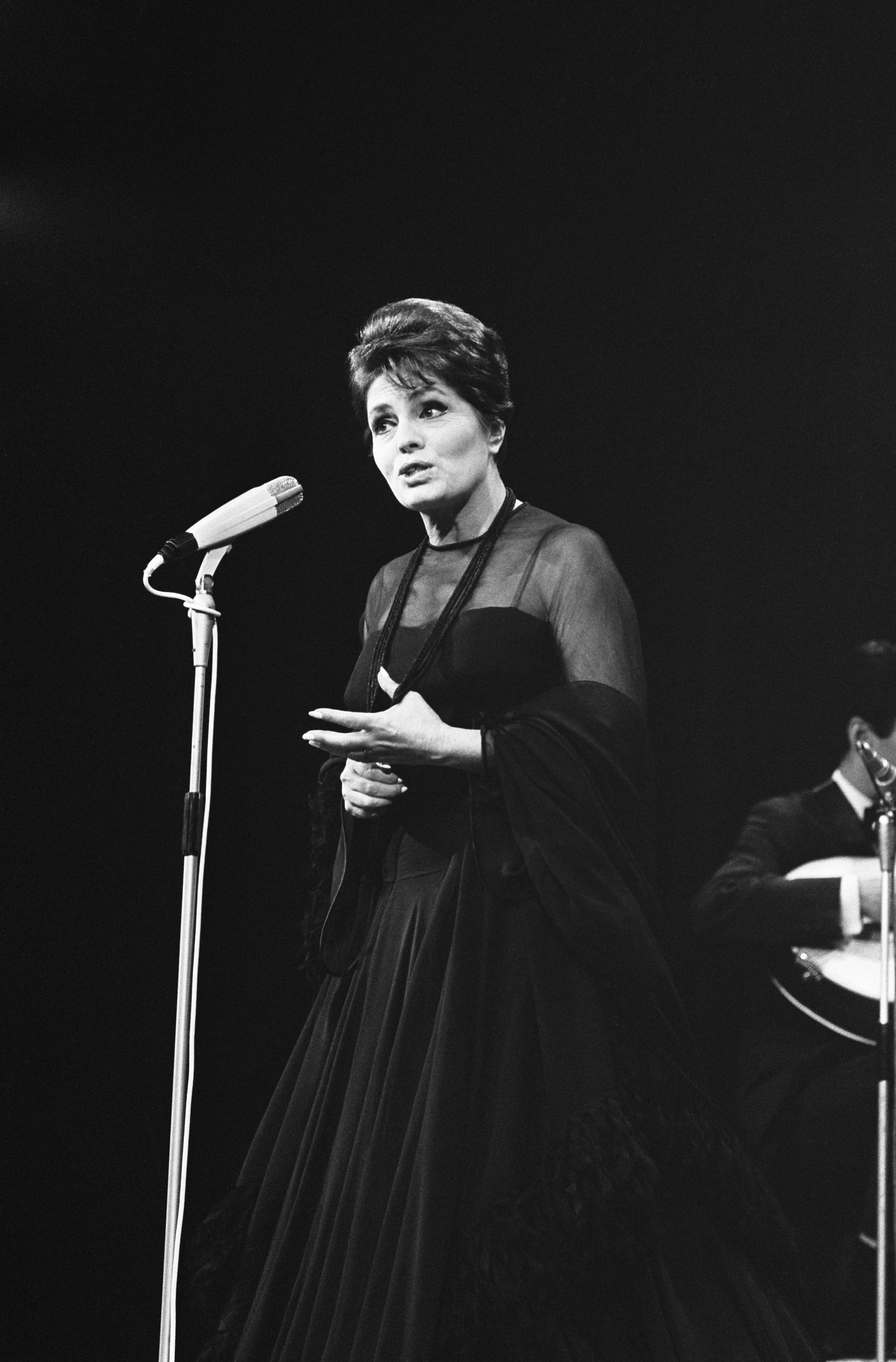
Die weltberühmte Amália Rodrigues gastierte mehrmals in Mosambik

### Musik
Portugiesische Künstler aus den verschiedensten Bereichen stammen aus Mosambik, darunter etwa die bekannten Sängerinnen Amélia Muge und Mariza, die heute als international bekannteste Fado-Sängerin gilt.
Zu Kolonialzeiten führten Gastspielreisen portugiesischer Musiker auch durch Mosambik. Die portugiesische Beat-Band Quinteto Académico etwa hielt sich 1968 einige Monate in Mosambik auf, wo sie u. a. im Hotel Polana zusammen mit der weltbekannten Amália Rodrigues auftrat.
Der in den 1920er und 1930er Jahren weltbekannte portugiesischen Tenor Lomelino Silva wurde am 28. Juni 2001 in seiner Heimatstadt Funchal durch den portugiesischen Tenor Carlos Guilherme gewürdigt, der in seinem Rezital das gleiche Repertoire sang, das Silva in seinem Konzert am 29. Dezember 1932 im Teatro Varietá in der mosambikanischen Hauptstadt aufgeführt hatte.

### Film
Am Mosambikanischen Filmschaffen waren seit Beginn portugiesische Filmschaffende beteiligt. Seit den 1990er Jahren entstanden wieder zunehmend Filme des Portugiesischen Kinos in Mosambik, etwa des Regisseurs José Carlos de Oliveira oder die vielprämierten Filme O Gotejar da Luz 2002, Das schlafwandelnde Land 2007 und Tabu – Eine Geschichte von Liebe und Schuld 2012.

## Wirtschaft

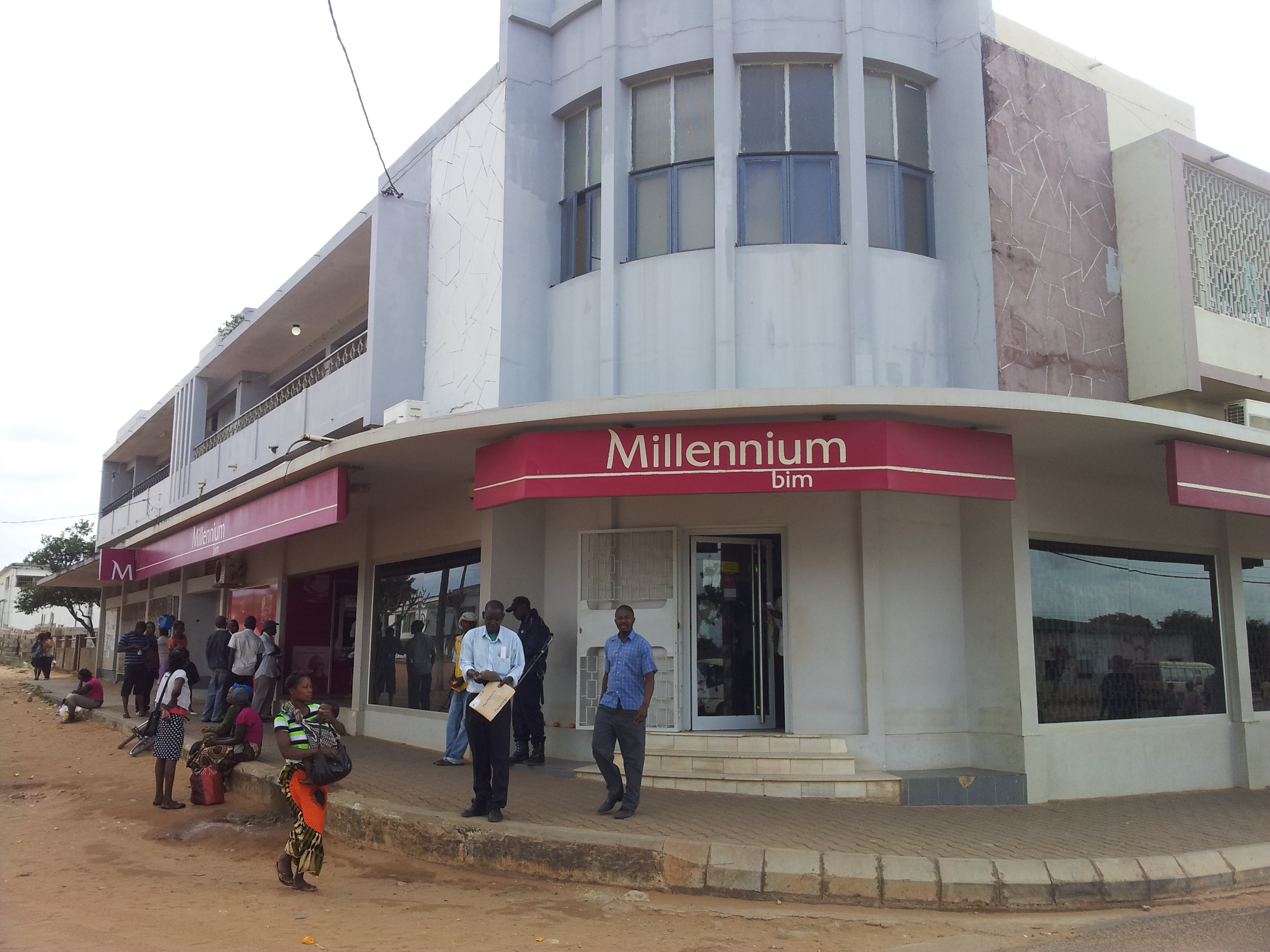
Eine der 169 Filialen der portugiesisch-mosambikanischen Bank Millennium bim

Die portugiesische Außenhandelskammer AICEP unterhält in Mosambiks Hauptstadt Maputo eine Niederlassung, in der Avenida Julius Nyerere Nr. 720. Zudem unterhält die bilaterale mosambikanisch-portugiesische Handelskammer (Câmara de Comércio Portugal Moçambique) in Maputo und in Lissabon jeweils ein Büro.
Im Jahr 2015 exportierte Portugal Waren und Dienstleistungen im Wert von 598,1 Mio. Euro nach Mosambik (2014: 480,7 Mio., 2013: 456,8 Mio., 2012: 398,1 Mio., 2011: 304,9 Mio.), davon 34,8 % Maschinen und Geräte, 13,5 % Metalle, 7,3 % Nahrungsmittel und 7,3 % chemisch-pharmazeutische Produkte.
Im gleichen Zeitraum lieferte Mosambik an Portugal Waren und Dienstleistungen im Wert von 90,2 Mio. Euro (2014: 94,7 Mio., 2013: 125,4 Mio., 2012: 75,4 Mio., 2011: 79,5 Mio.), davon 55,4 % landwirtschaftliche Produkte, 6,2 % Textilien und 0,4 Maschinen und Geräte.
Portugal zählt zu den wichtigsten Investoren Mosambiks. 2012 etwa war Portugal der zweitgrößte Investor in Mosambik.

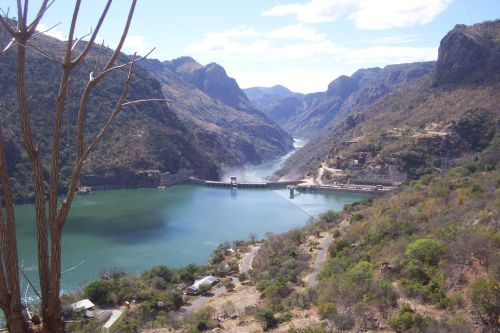
Blick auf die Cahora-Bassa-Talsperre

Im Rahmen einer internationalen Schuldenerlasskampagne erließ Portugal, das in Folge der Eurokrise ab 2007 selbst tief in die Krise geriet, seiner früheren Kolonie Mosambik im Jahr 2008 alle Schulden, die das Land seit seiner Unabhängigkeit 1975 bis 2005 gemacht hatte. Der Betrag belief sich auf fast 400 Mio. US-Dollar.
Noch 2008 vereinbarten Mosambik und Portugal zudem eine stärkere Zusammenarbeit im Bereich der Erneuerbaren Energie. Die Cahora-Bassa-Talsperre, noch von der Kolonialmacht Portugal geplant und eine der größten Talsperren der Welt, spielt dabei eine besondere Rolle im Energiekonzept des Landes. In dem Zusammenhang wurde auch eine Änderung der Besitzverhältnisse am Staudamm verhandelt. 2012 schließlich verkaufte der portugiesische Staat seine letzten 15 % Eigentum an dem Staudamm für etwa 74 Mio. Euro zu gleichen Teilen an den portugiesischen Stromnetzbetreiber REN und an ein mosambikanisches Unternehmen.

## Sport

### Fußball

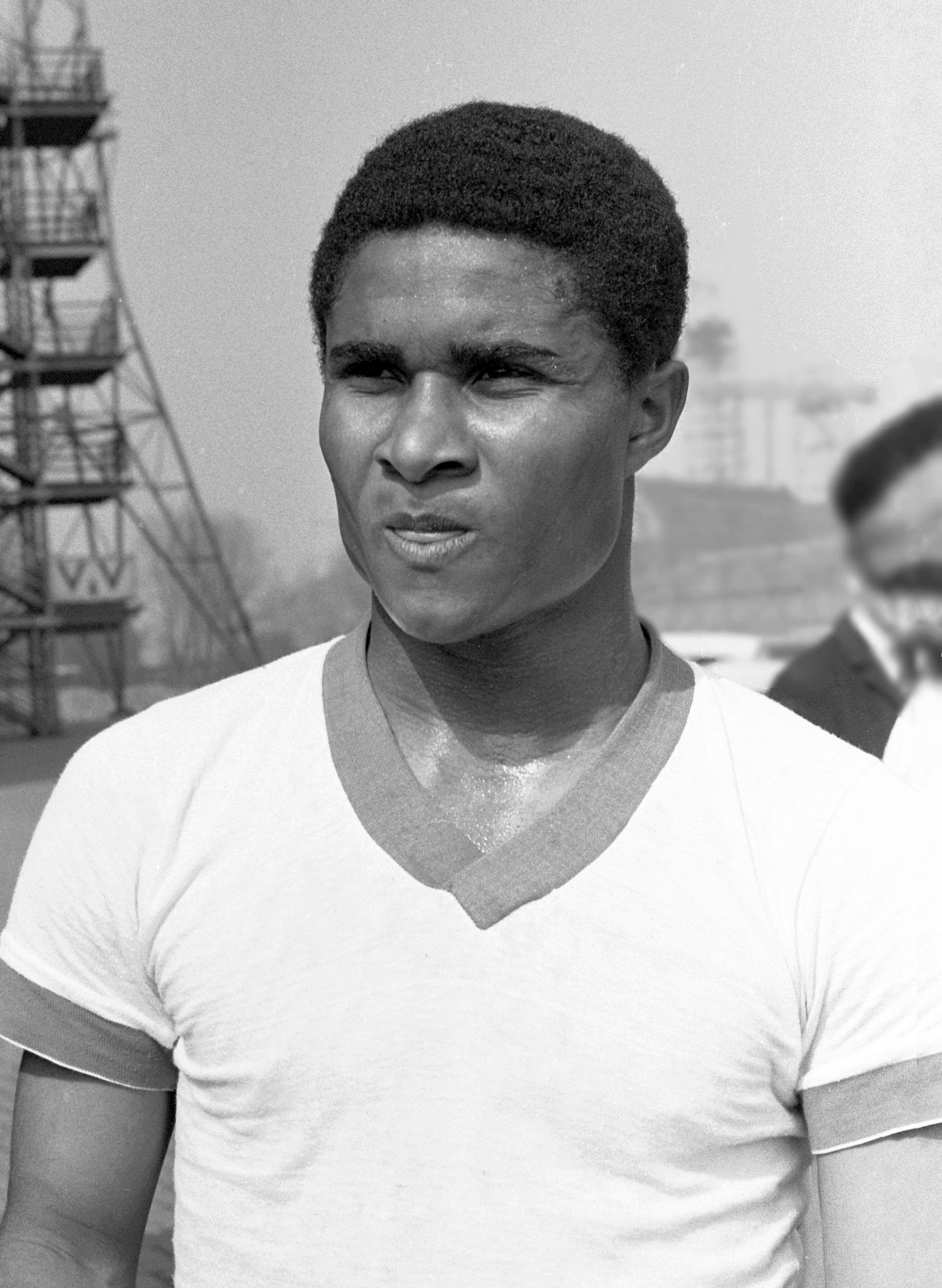
Eusébio (1972)

Die oberste mosambikanische Fußballliga Moçambola entstand unter portugiesischer Kolonialverwaltung und wurde 1956 erstmals als landesweite Meisterschaft ausgespielt. Die Vereine waren oftmals Filialvereine portugiesischer Klubs, etwa der 1920 als Filialverein des portugiesischen Topklubs Sporting Clube de Portugal gegründete Hauptstadtclub Sporting Clube de Lourenço Marques, heute CD Maxaquene. Portugals große Fußballlegende, der in Mosambik geborene Eusébio (1942–2014), entsprang ursprünglich diesem Verein. Eusébio wurde später elf Mal Portugiesischer Fußballmeister mit Benfica Lissabon und führte Portugal zu seiner besten WM-Platzierung, dem dritten Platz bei der WM 1966, wo Eusébio zudem Torschützenkönig wurde. Zweimal erhielt er den Goldenen Schuh und wurde 1965 Europas Fußballer des Jahres, eine Auszeichnung, die seit 2007 „Weltfussballer des Jahres“ heißt.
Mit Mário Wilson (1929–2016) kam neben Eusébio eine weitere Fußballlegende Portugals aus Mosambik. Als Spieler kam er von Desportivo de Lourenço Marques zu Sporting Lissabon und wurde 1951 mit ihnen portugiesischer Meister, bevor er der markante Kapitän des Teams von Académica de Coimbra zu deren aufsehenerregendsten Zeiten wurde und sie danach auch erfolgreich trainierte. Als Trainer war er zudem Nationaltrainer und Coach mehrerer Topteams der portugiesischen Primeira Divisão. So war er 1976 der erste portugiesische Trainer, der mit Benfica Lissabon die Meisterschaft gewann.

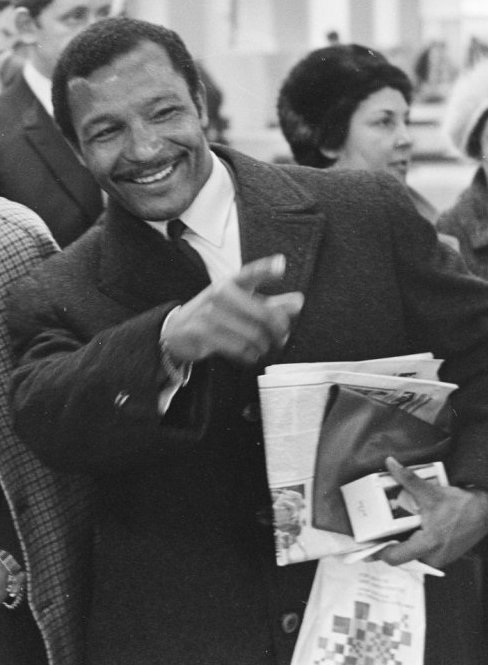
Mário Coluna (1969)

Auch Mário Coluna (1935–2014) ist unter den großen portugiesischen Fußballlegenden zu nennen, die mosambikanischer Herkunft sind. Wie Wilson kam auch er von Desportivo de Lourenço Marques nach Portugal. Er spielte von 1954 bis 1970 für Benfica Lissabon, wo er mehrmals Meister wurde. Außerdem wurde er Kapitän der Nationalmannschaft, u. a. im Überraschungsteam der WM 1966, wo er als Kopf der Mannschaft zusammen mit Torschützenkönig Eusébio mitverantwortlich für den dritten Platz Portugals war.
Noch vor Eusébio, Wilson und Coluna gilt Matateu (1927–2000) als erster portugiesischer Topspieler mosambikanischer Herkunft. Er war sowohl für Vereine erfolgreich, insbesondere von 1952 bis 1964 für Belenenses Lissabon, als auch für die portugiesische Nationalmannschaft, für die er zwischen 1953 und 1960 zwölf Tore schoss, darunter eines beim 2:0-Sieg gegen die DDR-Auswahl am 21. Juni 1959 in Ost-Berlin während der Qualifikation zur EM 1960.
Mosambikanische Spieler stehen bis heute häufig bei portugiesischen Vereinen unter Vertrag. Sie erwerben oft zusätzlich die portugiesische Staatsangehörigkeit und spielen dann auch für Portugals Nationalauswahl, wie z. B. Abel Xavier, der im Januar 2016 mosambikanischer Nationaltrainer wurde.
Nach der Unabhängigkeit Mosambiks 1975 trafen die Mosambikanische Fußballnationalmannschaft und Portugals Nationalelf erstmals am 19. August 1998 in einem Freundschaftsspiel auf der portugiesischen Azoreninsel São Miguel aufeinander. Mosambik unterlag dabei 2:1. Auch in der zweiten Begegnung beider Auswahlen, beim Freundschaftsspiel im südafrikanischen Johannesburg am 8. Juni 2010, blieb Portugals Team siegreich, diesmal mit 3:0. Eine weitere Begegnung fand bisher nicht statt (Stand Januar 2017).

### Andere
Neben dem Fußball besteht in vielen weiteren Sportarten ein reger Austausch, etwa im Rollhockey oder im Basketball, wo Mosambik seit 2012 um den Basketballpokal Supertaça Luso-Angolana mitspielt.
Mosambikanische Leichtathleten siedeln häufiger nach Portugal um, wo sie in portugiesischen Vereinen antreten.
Im Rahmen der Jogos da Lusofonia und anderen Sportveranstaltungen der Gemeinschaft Portugiesischsprachiger Länder (CPLP) treffen Sportler aus beiden Ländern regelmäßig aufeinander.

## Portugiesen mosambikanischer Herkunft

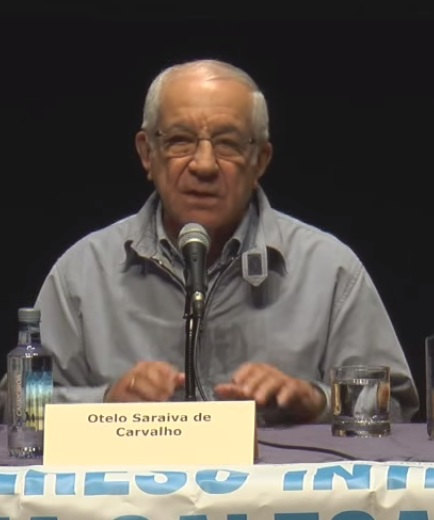
Otelo Saraiva de Carvalho (2014)

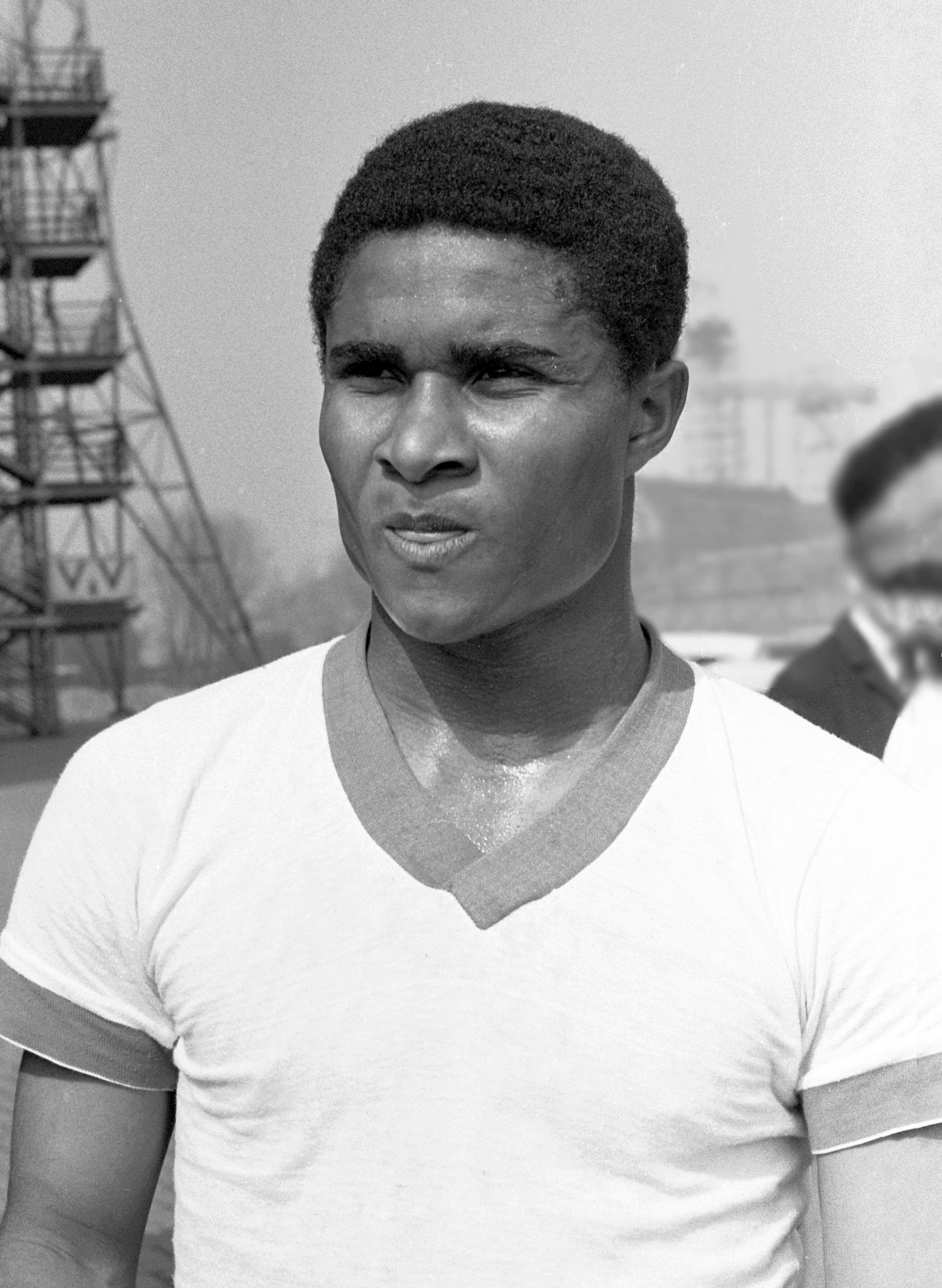
Eusébio (1963)

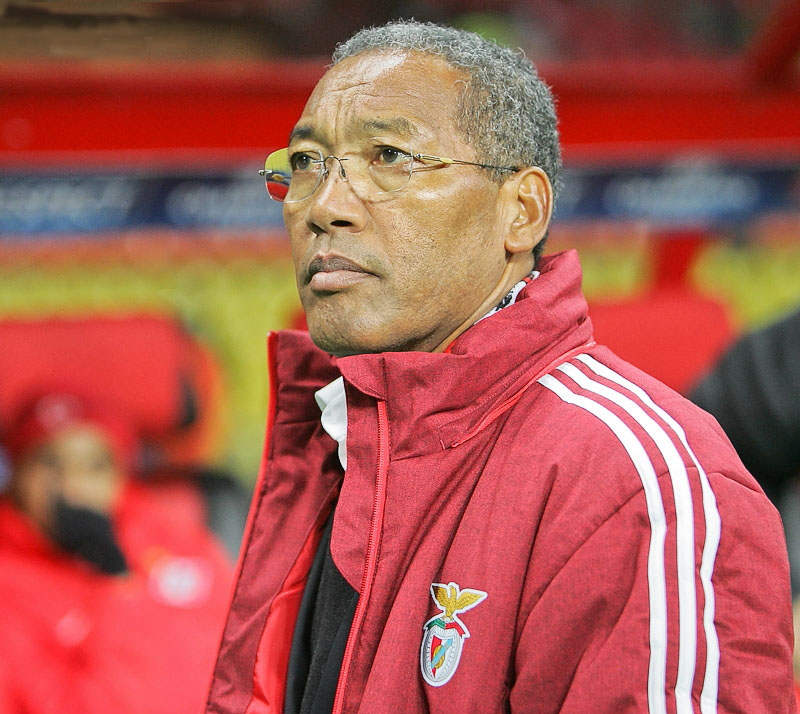
Shéu (2012)

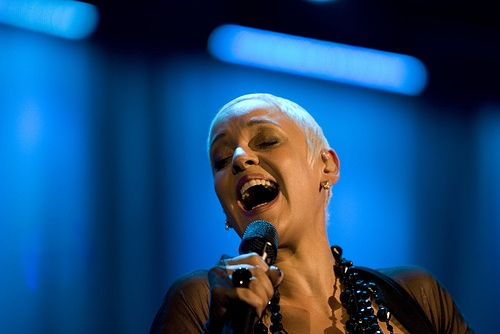
Mariza (2007)

Eine Vielzahl prominenter Portugiesen wurde in Mosambik geboren. Es folgt eine chronologisch sortierte Auswahl:
- João Garizo do Carmo (* 1917 in Beira), Architekt
- Alberto de Lacerda (* 1928 in Maputo), Dichter, Hochschullehrer, Kunstsammler, Kunstkritiker, Exzentriker
- Júlio Cernadas Pereira (* 1929 in Maputo), Fußballspieler und Nationaltrainer, mehrmals portugiesischer Fußballmeister als Spieler und Trainer
- Orlando da Costa (* 1929 in Maputo), Schriftsteller und Politiker, Vater des portugiesischen Regierungschefs António Costa
- Alberto da Costa Pereira (* 1929 in Nacala), Fußballnationaltorwart
- Acúrsio Carrelo (* 1931 in Maputo), Rollhockey- und Fußballnationalspieler
- Eduardo Naya Marques (* 1935 in Maputo), Architekt
- Otelo Saraiva de Carvalho (* 1936 in Maputo), General der Nelkenrevolution
- António Calvário (* 1938 in Maputo), Sänger, erstmaliger Vertreter Portugals beim Eurovision Song Contest
- Regina Veloso (1939–2024), olympische Schwimmerin
- Eusébio (* 1942 in Maputo), portugiesische Fußballlegende
- Ricardo Chibanga (* 1942 in Maputo), Stierkämpfer
- José Bento (* 1946 in Maputo), portugiesischer Rekord-Badmintonspieler
- Eduardo Pitta (1949–2023, geboren in Maputo), Schriftsteller, Kolumnist und Literaturkritiker
- Maria Manuel Leitão Marques (* 1952 in Quelimane), Ökonomin und Hochschullehrerin, Ministerin im Kabinett Costa I
- Amélia Muge (* 1952 in Maputo), Musikerin und Komponistin
- Carlos Queiroz (* 1953 in Nampula), internationaler Fußballtrainer, 2008–2010 Nationaltrainer
- Shéu (* 1953), Fußball-Nationalspieler, Spieler und später Trainer von Benfica Lissabon
- António Feio (* 1954 in Maputo), Schauspieler
- Rui Abreu (* 1961 in Maputo), olympischer Schwimmer
- José Castelo Branco (* 1962 in Tete), Kunsthändler und Person des Jetset
- Paulo Teixeira (* 1962 in Maputo), Schriftsteller
- José Rodrigues dos Santos (* 1964 in Beira), Journalist und Autor, bekannter Nachrichtensprecher der RTP
- Luís de Matos (* 1970 in Maputo), Zauberkünstler
- Rui Águas (* 1972 in Nampula), Autorennfahrer
- Pedro Boese (* 1972 in Beira), deutsch-portugiesischer Maler
- Abel Xavier (* 1972 in Nampula), Fußballnationalspieler
- Mariza (* 1973 in Maputo), Fado-Sängerin
- Rui Bandeira (* 1973 in Nampula), Sänger, vertrat Portugal beim Eurovision Song Contest 1999
- Paulo Fonseca (* 1973 in Nampula), Fußballspieler und Trainer
- Diogo Pinto (* 1974 in Nampula), Generalsekretär der zivilgesellschaftlichen Europäischen Bewegung International

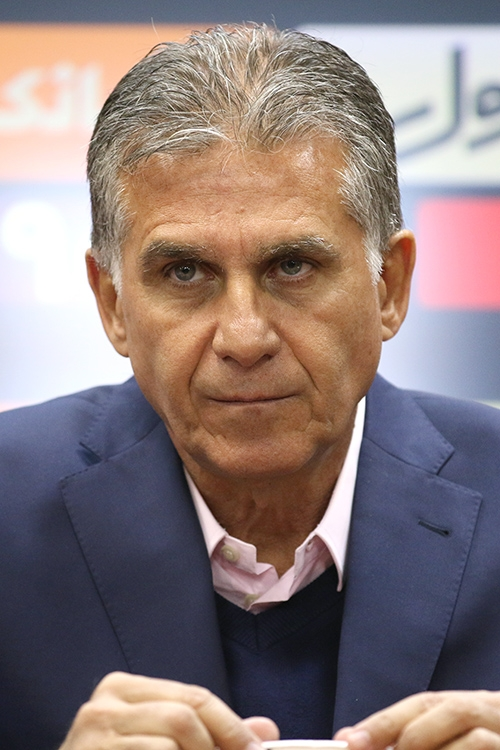
Carlos Queiroz (2014)
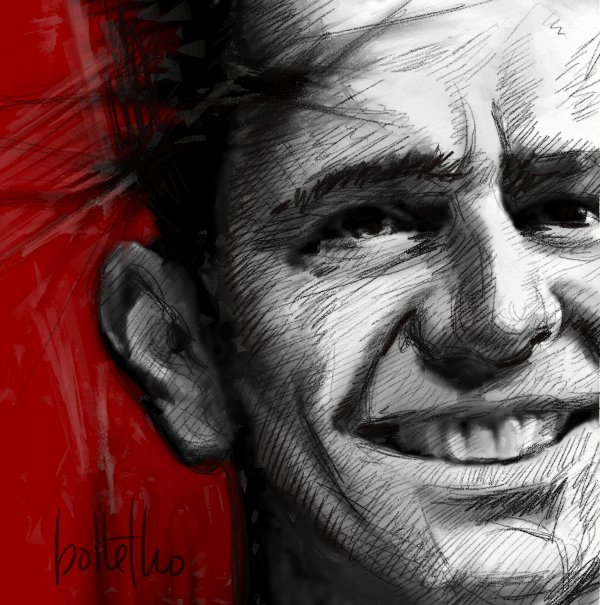
António Feio
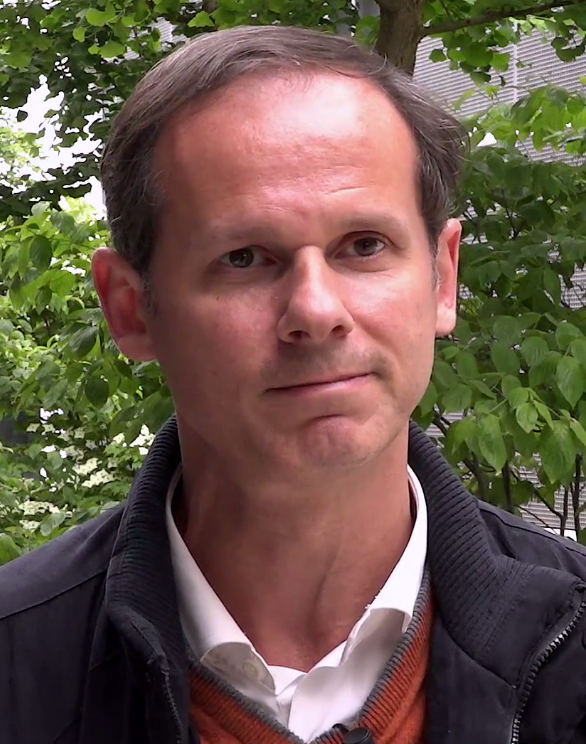
José Rodrigues dos Santos (2016)
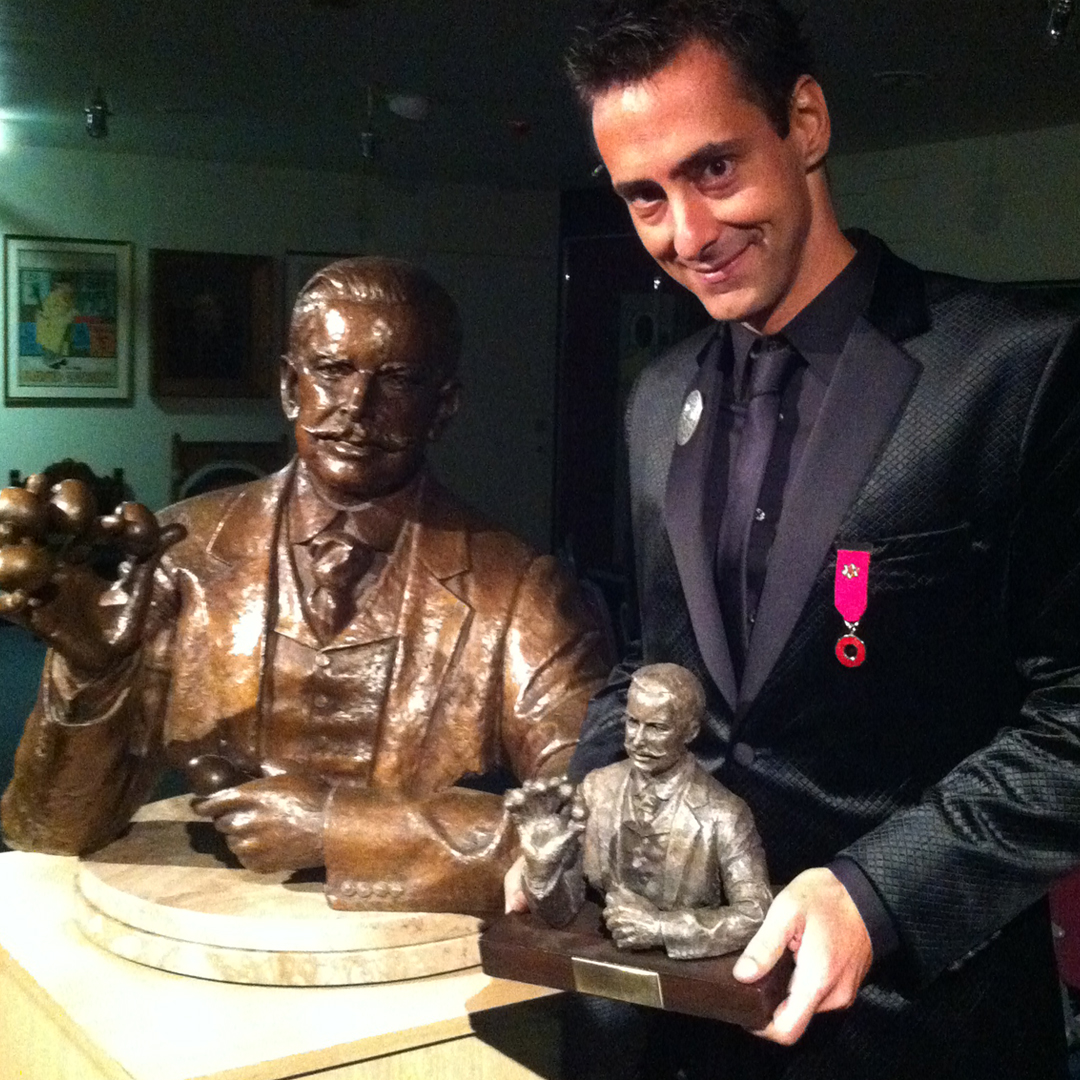
Luís de Matos (The-Magic-Circle-Preisgewinner 2013)
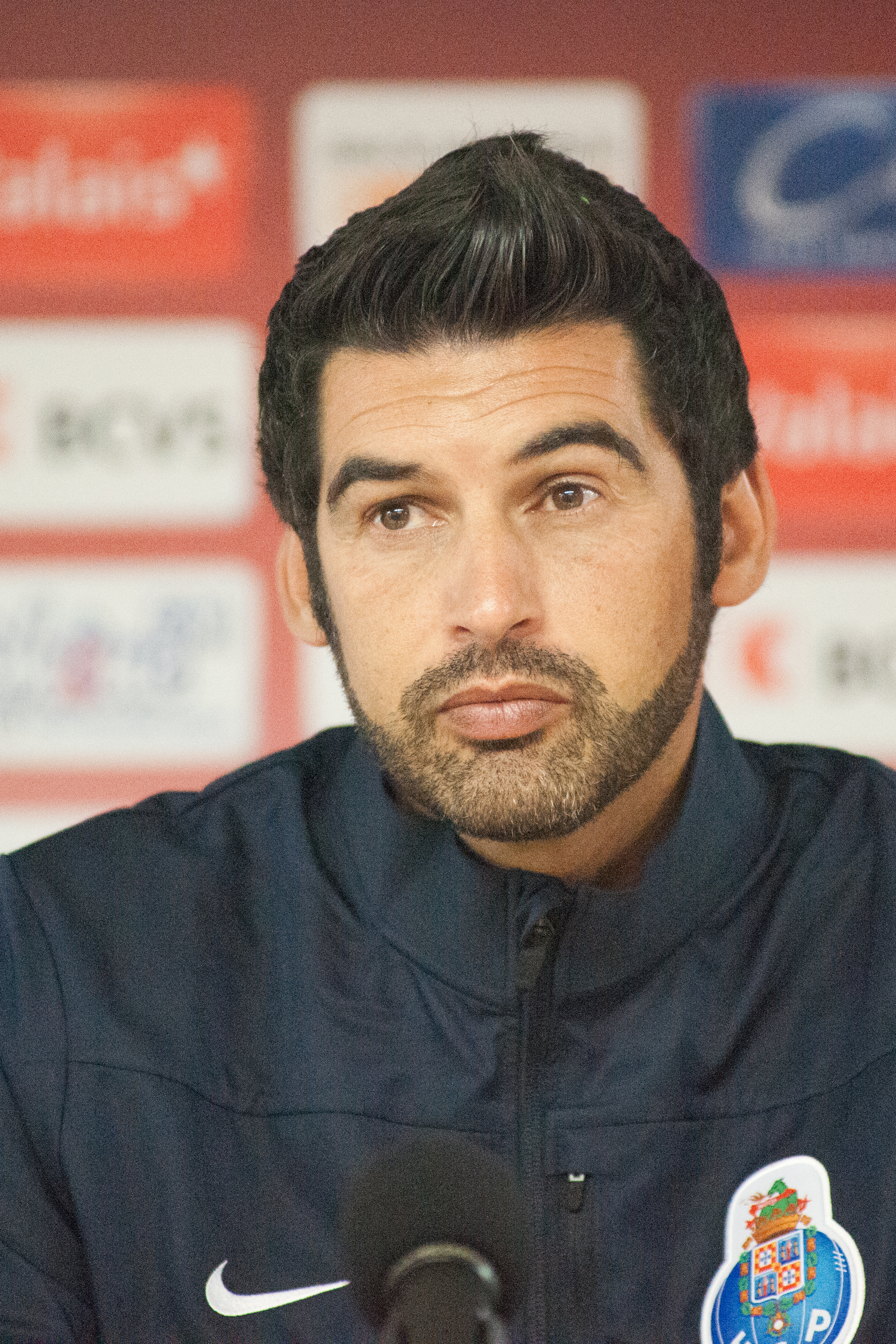
Paulo Fonseca (2013)
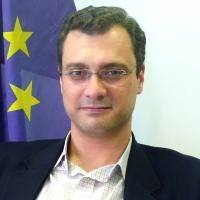
Diogo Pinto (2012)